# Skeid Fotball
Maillots
Le Skeid Fotball est un club norvégien de football basé à Oslo.

## Historique
- 1915 : fondation du club sous le nom de Kristiania BK
- 1925 : le club est unifié avec **Frem 14** sous le nom Skeid
- 1964 : 1re participation à une Coupe d'Europe (C2, saison 1964/65)

## Bilan sportif

### Palmarès
- Championnat de Norvège (1)
  - Champion : 1966.
- Coupe de Norvège
  - Vainqueur : 1947, 1954, 1955, 1956, 1958, 1963, 1965, 1974
  - Finaliste : 1939, 1940, 1949

### Bilan européen
Note : dans les résultats ci-dessous, le score du club est toujours donné en premier.
| Saison    | Compétition                | Tour                | Club             | Domicile | Extérieur | Total  |
| --------- | -------------------------- | ------------------- | ---------------- | -------- | --------- | ------ |
| 1964-1965 | Coupe des coupes           | Seizièmes de finale | Haka Valkeakoski | 1 - 0    | 0 - 2     | 1 - 2  |
| 1966-1967 | Coupe des coupes           | Seizièmes de finale | Real Saragosse   | 3 - 2    | 1 - 3     | 4 - 5  |
| 1967-1968 | Coupe des clubs champions  | Seizièmes de finale | Sparta Prague    | 0 - 1    | 1 - 1     | 1 - 2  |
| 1968-1969 | Coupe des villes de foires | 32es de finale      | AIK Solna        | 1 - 1    | 1 - 2     | 2 - 3  |
| 1969-1970 | Coupe des villes de foires | 32es de finale      | TSV 1860 Munich  | 2 - 1    | 2 - 2     | 4 - 3  |
| 1969-1970 | Coupe des villes de foires | Seizièmes de finale | FCM Bacău        | 1 - 0    | 0 - 2     | 1 - 2  |
| 1975-1976 | Coupe des coupes           | Seizièmes de finale | Stal Rzeszów     | 1 - 4    | 0 - 4     | 1 - 8  |
| 1979-1980 | Coupe UEFA                 | 32es de finale      | Ipswich Town     | 1 - 3    | 0 - 7     | 1 - 10 |

Légende
- Victoire ou qualification pour le tour suivant
- Match nul
- Défaite ou élimination de la compétition